# Mattie Pollock
Matthew „Mattie“ William Pollock (* 28. September 2001 in Redhill) ist ein englischer Fußballspieler, der beim FC Watford in der EFL Championship unter Vertrag steht.

## Karriere
Mattie Pollock wurde in Redhill, einem südlichen Vorort von London als Sohn des ehemaligen Fußballspielers Jamie Pollock geboren als dieser bei Crystal Palace spielte. Nachdem sein Vater seine Karriere beendet hatte, wuchs er in Middlesbrough auf. Beim FC Middlesbrough begann er im Kindheitsalter mit dem Fußball spielen. Im Jahr 2009 kam er in die Jugendakademie von Leeds United, in der er die folgenden sieben Jahre spielte. Danach war er bei den Polton Allstars aktiv die von seinem Vater trainiert wurden, ehe er im Jahr 2018 zu Grimsby Town kam.
Am 22. Dezember 2018 wurde er erstmals von Trainer Michael Jolley in den Kader der ersten Mannschaft für das Ligaspiel gegen Notts County berufen. Eine Woche später debütierte er für den Viertligisten gegen Exeter City als Einwechselspieler für Martyn Woolford. Sein zweiter Einsatz in der Saison folgte im April 2019 gegen Carlisle United. Bereits im Februar hatte er seinen Vertrag bis 2021 verlängert. Ab der Saison 2019/20 kam er häufiger zum Einsatz und gab im August 2019 auch sein Startelfdebüt bei einem 1:0-Sieg über die Doncaster Rovers im EFL Cup. Der Innenverteidiger erzielte sein erstes Tor für Grimsby bei einem 1:1-Unentschieden gegen Carlisle United am 24. Oktober 2020. Am Ende der Saison 2020/21 stieg Grimsby als Tabellenletzter in die fünftklassige National League ab.
Pollock wechselte im Mai 2021 mit einem Fünfjahresvertrag und einer Ablösesumme von 250.000 Pfund zum Zweitligisten FC Watford. Dieser verlieh ihn ab August desselben Jahres an den Drittligisten Cheltenham Town aus. Für Cheltenham absolvierte er 34 Ligaspiele und erzielte ein Tor. Nach seiner Rückkehr nach Watford gab Pollock sein Debüt am 23. August 2022 bei einer 0:2-Heimniederlage gegen Milton Keynes Dons in der zweiten Runde des EFL Cup. Sein Ligadebüt gab er im Oktober 2022 gegen Swansea City.
Im Januar 2023 wurde Pollock an den schottischen Erstligisten FC Aberdeen verliehen.